# Козача Лисиця
Козача Лисиця (рос. Казачья Лисица) — село у Грайворонському районі Бєлгородської області Російської Федерації.
Населення становить 323 особи. Входить до складу муніципального утворення Грайворонський міський округ.

## Історія
Населений пункт розташований у східній частині української суцільної етнічної території — східній Слобожанщині.
Згідно із законом від 20 грудня 2004 року № 159 від 1 січня 2006 року до квітня 2018 року органом місцевого самоврядування було Івано-Лисичанське сільське поселення.

## Населення
| 2002 | 2010 |
| ---- | ---- |
| 410  | ↘323 |